# Spektroskopia absorpcyjna
Spektroskopia absorpcyjna – termin odwołujący się do metod spektroskopowych, w których mierzona jest absorpcja promieniowania elektromagnetycznego w funkcji długości fali, następująca w wyniku interakcji z próbką lub badanym obiektem.
Termin ten, w zależności od kontekstu, jest używany w odniesieniu do niektórych metod analizy chemicznej, w astronomii oraz fizyce atomowej i molekularnej.
Spektrometria cząsteczkowa absorpcyjna – metoda wykorzystująca pomiar absorpcji światła do ilościowego oznaczania związków nieorganicznych i organicznych. Najbardziej powszechnymi technikami wykorzystującymi zjawiska absorpcji promieniowania przez cząsteczki są absorpcyjna spektroskopia w podczerwieni oraz spektroskopia UV-VIS.
Absorpcyjna spektrometria atomowa – metoda oznaczania stężenia poszczególnych pierwiastków metalicznych, w której światło przechodzi przez odparowaną lub atomizowaną (na przykład w płomieniu) próbkę, a następnie analizowane są zmiany w jego widmie.